# Savannah (Tennessee)
Savannah é uma cidade localizada no estado norte-americano de Tennessee, no Condado de Hardin.

## Demografia
Segundo o censo norte-americano de 2000, a sua população era de 6917 habitantes.
Em 2006, foi estimada uma população de 7248, um aumento de 331 (4.8%).

## Geografia
De acordo com o United States Census Bureau tem uma área de
14,8 km², dos quais 14,8 km² cobertos por terra e 0,0 km² cobertos por água. Savannah localiza-se a aproximadamente 141 m acima do nível do mar.

## Localidades na vizinhança
O diagrama seguinte representa as localidades num raio de 24 km ao redor de Savannah.